# Iszuwa

Położenie Iszuwy na mapie Anatolii

Iszuwa lub Isuwa – nazwa, stosowana przez Hetytów na określenie wrogich ludów, które osiedlały się na wschodnich rubieżach wczesnohetyckiego państwa. Określenie przetrwało także w czasach, gdy Hetyci podbili te obszary. W okresie, gdy królestwo hetyckie chyliło się ku upadkowi, w Iszuwa powstało państwo luwijskie Kammanu.
Dolina, gdzie kiedyś istniało Iszuwa, została zatopiona w latach sześćdziesiątych XX wieku wskutek budowy systemu tam na Eufracie.

## Badania nad Iszuwa
Iszuwa było położone na obszarach, gdzie współcześnie znajduje się turecka prowincja Elazığ. Pod względem topograficznym teren ten znajdował się w dolinie Eufratu, otoczonej przez bogate w złoża miedzi góry. Klimat doliny był przyjazny, a dzięki nieskomplikowanemu systemowi nawadniania w Iszuwa dość wcześnie pojawiło się rolnictwo. W wyżej położonych regionach rozwijała się hodowla bydła.
Przed zatopieniem doliny Iszuwa w latach sześćdziesiątych XX wieku przeprowadzono na jej obszarze badania archeologiczne. W ich wyniku odkryto ślady obecności ludzi, pochodzące z okresu od paleolitu do średniowiecza. Nad Muratem odnaleziono pozostałości osad z IV–II tysiąclecia p.n.e. Zatopienie nie dotknęło miasta Melid, położonego na wzgórzu Arslantepe, gdzie w dalszym ciągu trwają wykopaliska.
Mieszkańcy Iszuwa nie rozwinęli własnego pisma. Nie wiadomo, do której grupy językowej należeli. Istnieją następujące przypuszczenia:
1. byli spokrewnieni z Hetytami i porozumiewali się językiem z grupy anatolijskiej. Jest to mało prawdopodobne, ponieważ zabytki kultury materialnej Iszuwa różnią się od hetyckich.
2. byli spokrewnieni z Hurytami i Urartyjczykami, sąsiadującymi z Iszuwa od wschodu.
3. byli odłamem ludu Hatti, który zamieszkiwał centralną część Anatolii sprzed ekspansji Hetytów.
4. należeli do odłamu ludności indoeuropejskiej.
5. należeli do odłamu nieznanego ludu nieindoeuropejskiego.

## Historia
W wyniku badań archeologicznych ustalono, że rolnictwo w Iszuwa rozwinęło się w neolicie. Na przełomie IV i III tysiąclecia p.n.e. pojawiły się w regionie pierwsze osady. W III tysiącleciu p.n.e. zaczęły powstawać pierwsze miasta-państwa. Historyczne źródła pisane na temat Iszuwa pochodzą głównie z królestwa hetyckiego. Na terenach Iszuwa znaleziono tylko kilka zabytków pisanych, więc wiedza historyczna o regionie opiera się głównie na przekazach hetyckich.
Najstarsze źródło hetyckie, które poświadczyło nazwę Iszuwa, pochodzi z II tysiąclecia p.n.e. Wiadomo, że na przełomie XVIII–XVII wieku p.n.e. Hattusili I na czele armii przekroczył Eufrat i splądrował miasta Iszuwa. Ta informacja znalazła potwierdzenie w badaniach archeologicznych. Młodsze roczniki Suppiluliumy I z XIV wieku p.n.e. zawierają wzmianki o tym, że od czasów jego ojca, Tudhaliji III (około 1400 roku p.n.e.), Iszuwa znajdowała się w ciągłym konflikcie z królestwem hetyckim. Miała poparcie państwa Mitanni, sąsiadującego z Iszuwa od południa, i dążącego do poszerzenia antyhetyckiej koalicji. Otwarta wojna wspieranego przez Iszuwa Mitanni z państwem hetyckim trwała od czasów panowania Szausztatary Mitannijczyka i Arnuwandy I Hetyty. W połowie XIV wieku p.n.e. Suppiluliuma I opanował Melid, skąd ruszył na Mitanni, a terytorium Iszuwa przyłączył do państwa hetyckiego.
Pod panowaniem Hetytów władzę nad Iszuwa sprawowali zależni od suwerena królowie. Znane są imiona dwóch władców: Ehli-Szarrumy, panującego w XIII wieku p.n.e. i Ari-Szarrumy, wspomnianego na glinianej pieczęci z Korucutepe.
Na początku XII wieku p.n.e. królestwo Hetytów upadło, a na obszarze Iszuwa na potęgę wyrosło miasto Melid, które było ośrodkiem władzy luwijskiego państewka Kammanu. Od zachodu sąsiadami Iszuwa zostali Frygijczycy, którzy zajęli terytoria byłego królestwa hetyckiego. Od wschodu graniczyła z młodym państwem Urartu. Zagrożenie od południa stanowiła Asyria, która w krótkim czasie zdobyła Kammanu i uzależniła je od siebie.